# Кондакова, Евдокия Александровна
Евдоки́я Алекса́ндровна Кондако́ва (17 февраля 1927 г. — 25 марта 2009 г.) — советский хозяйственный, государственный и политический деятель, звеньевая колхоза имени Ворошилова Сосновского района Челябинской области. Герой Социалистического Труда.

## Биография
Родилась 17 февраля 1927 года в деревне Матюшево Горбатовского уезда Нижегородской губернии, ныне — Сосновского района Нижегородской области, в семье крестьянина. Русская.
С началом Великой Отечественной войны с 1941 года трудилась в полеводческой бригаде местного колхоза имени Чкалова (деревня Матюшево) Сосновского района.
С 1941 года — на хозяйственной, общественной и политической работе. В 1941—1982 гг. — работница в колхозе имени Чкалова села Матюшево, звеньевая колхоза имени Ворошилова деревни Исаково Сосновского района, добившаяся в 1948 году урожайности пшеницы в 30,5 ц/га, ржи — 30,1 ц/га, агроном-овощевод в деревне Исаково, полевод в совхозе в селе Ларино Каслинского района.
Указом Президиума Верховного Совета СССР от 20 мая 1949 года за получение высоких урожаев пшеницы и ржи в 1948 году Кондаковой Евдокии Александровне присвоено звание Героя Социалистического Труда с вручением ордена Ленина и золотой медали «Серп и Молот».
Избиралась депутатом Верховного Совета РСФСР 3-го созыва (1951—1955).
После окончания Челябинской областной сельскохозяйственной школы в Троицке с 1952 года работала агрономом-овощеводом в колхозе в деревне Исаково, с 1953 года — полевод в колхозе, позже — в совхозе в селе Ларино Каслинского района Челябинской области, занималась профориентационной работы среди школьников до ухода на пенсию.
Проживала в селе Ларино Каслинского района Челябинской области

## Награды
- Золотая медаль «Серп и Молот» (20.05.1949);
- орден Ленина (26.03.1948)
- орден Ленина (20.05.1949)
- Медаль «В ознаменование 100-летия со дня рождения Владимира Ильича Ленина» (1970)
- Медаль «За трудовую доблесть»
- Медалями Всесою́зная сельскохозя́йственная вы́ставка (ВСХВ)
- и другими
- Отмечена дипломами и почётными грамотами.